# 北海道道420号芽室停車場線
北海道道420号芽室停車場線（ほっかいどうどう420ごう めむろていしゃじょうせん）は、北海道河西郡芽室町内を結ぶ一般道道である。

## 概要

### 路線データ
- 起点：北海道河西郡芽室町本通1丁目（JR北海道 根室本線 芽室駅）
- 終点：北海道河西郡芽室町本通2丁目（北海道道62号豊頃糠内芽室線交点）
- 総延長：0.072 km
- 実延長：0.061 km
- 重用延長：0.011 km

### 道路管理者
- 十勝総合振興局 帯広建設管理部 事業課

## 歴史
- 1961年（昭和36年）3月31日 - 路線認定[1]。

## 地理

### 通過する自治体
- 十勝総合振興局
  - 河西郡芽室町

### 交差する道路
芽室町
- 北海道道62号豊頃糠内芽室線 - 本通2丁目（終点）